# 內斯特·卡博內爾
內斯特·卡博內爾（英語：Néstor Gastón Carbonell，1967年12月1日—）是美國的一位演員。他最著名的作品是在迷失中飾演Richard Alpert角色。他是一位古巴裔美國人。

## 外部連結
- 內斯特·卡博內爾在互联网电影资料库（IMDb）上的資料（英文）
- Q&A Sessions: The Dark Knight's Nestor Carbonell（页面存档备份，存于） [nocheLatina.com]